# Yekaterina Xilko
Yekaterina Viktorovna Xilko (ros. Екатерина Викторовна Хилько, Jekatierina Wiktorowna Chilko; ur. 25 marca 1982 w Taszkencie) — uzbecka gimnastyczka, brązowa medalistka olimpijska, medalistka mistrzostw świata.
Najważniejszym osiągnięciem zawodniczki jest brązowy medal igrzysk olimpijskich w Pekinie w konkurencji skoków na trampolinie.

## Osiągnięcia
| Rok  | Zawody               | Miasto | Miejsce | Konkurencja              | Pkt  |
| ---- | -------------------- | ------ | ------- | ------------------------ | ---- |
| 2008 | Igrzyska olimpijskie | Pekin  | 3       | Trampolina indywidualnie | 36.9 |